# Palatinus Múzeum
A Palatinus Múzeum Róma történelmi központjában, a Palatinus dombon található régészeti múzeum.

## Története
A múzeum elődjét 1862-ben Pietro Rosa olasz régész hozta létre a Farnese-kert egyik épületében, amit 1883-ban elbontottak, a múzeum anyagát pedig Diocletianus termáiban helyezték el. 
A múzeum mai épületét 1868-ban emelték egy zárda céljaira Tiberius római császár palotáinak romjain. Alfonso Bartoli régész ennek az épületnek az első emeletén hozta létre újra a múzeumot 1938-ban „Antiquario Palatino” néven. 
1952-ben a múzeum kiállítását újra rendezték, majd 1976-ban Adriano La Regina régész vezetésével program indult az olasz múzeumi főfelügyelőség alá tartozó összes múzeum újjászervezésére. E munka keretében az ekkor még az Antiquarium del Palatino néven futó múzeumot is bezárták, az addig csak raktárként szolgáló földszintet is felújították.
A múzeum az 1990-es években, Augustus római császár kétezer éves jubileumára nyílt meg újra multimédiás bemutatókkal modernizálva.

## Gyűjteményei
A bemutató két fő részből áll. A földszinten az I. terem témája Róma születése, itt az épület alatti római palota romjait is feltárva mutatják be a Palatinus domb történetét a kezdetektől (beleértve 35 ezer évnél régebbi őskőkori leleteket is) a principátus koráig, az i. sz. 1. századig. Az i. e. 10. századból, már a latinok idejéből, feltárták egy állandó település maradványait, amely az i. e. 7. századig állt fenn. Ezt a falut azonban már az archaikus korban lebontották és a terepet elsimították nagyobb építkezések számára. Az egyik viszonylag jó állapotban megmaradt épületmaradványt az i. e. 9-8. századból A. Davico régész rekonstrukciója alapján mutatják be a múzeumban: megfigyelhetők az építmény fennállásának szakaszai a rétegek alapján, valamint annak elhagyása és a terület feltöltése.
A II-III. termek a köztársasági kor Palatinus-dombi magánházait és templomait mutatják be.
Az első emeleten számos, a Palatinus dombhoz köthető lelet látható a római császárok, így Augustus és Nero idejéből. A VI. termet egészében Augustusnak szentelték, majd a későbbiekben a flaviusi palotákra koncentrálnak. A VIII. terem nagyszerű márványdíszeket mutat be, a IX-ben portrék, a X-ben pedig császárszobrok láthatók, amik jól mutatják a hivatalos szobrászat stílusának változásait a császárság idején.

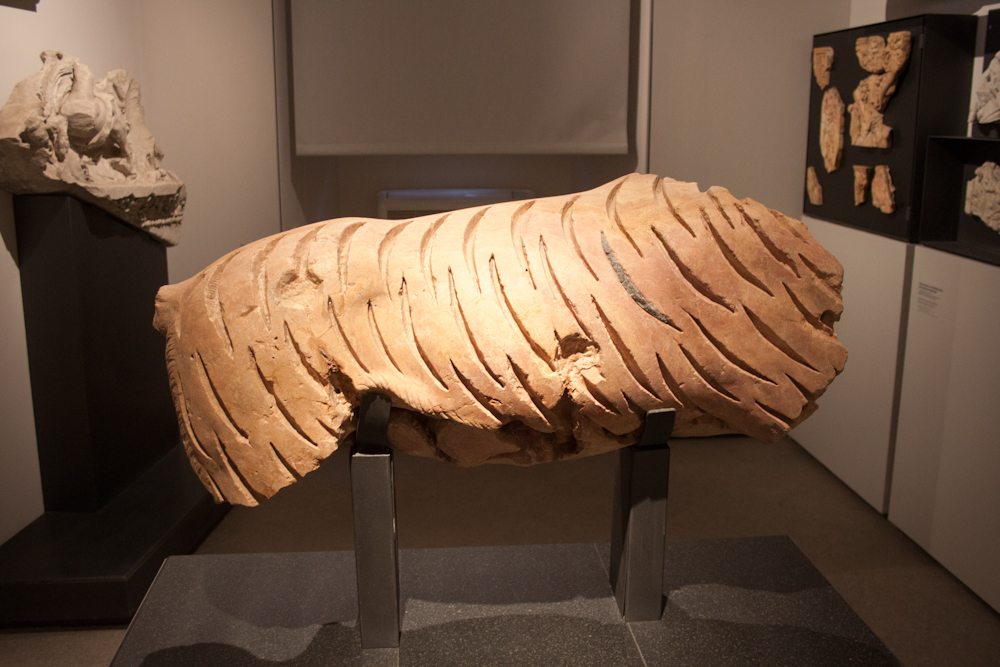
Tigris szobrának töredéke a Palatinusról
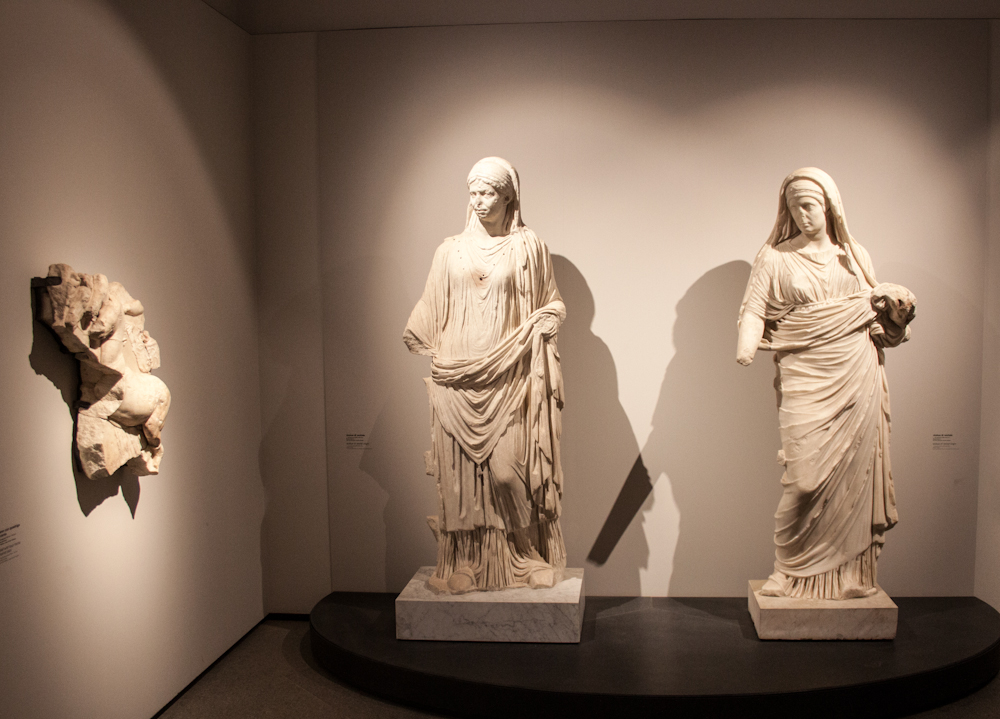
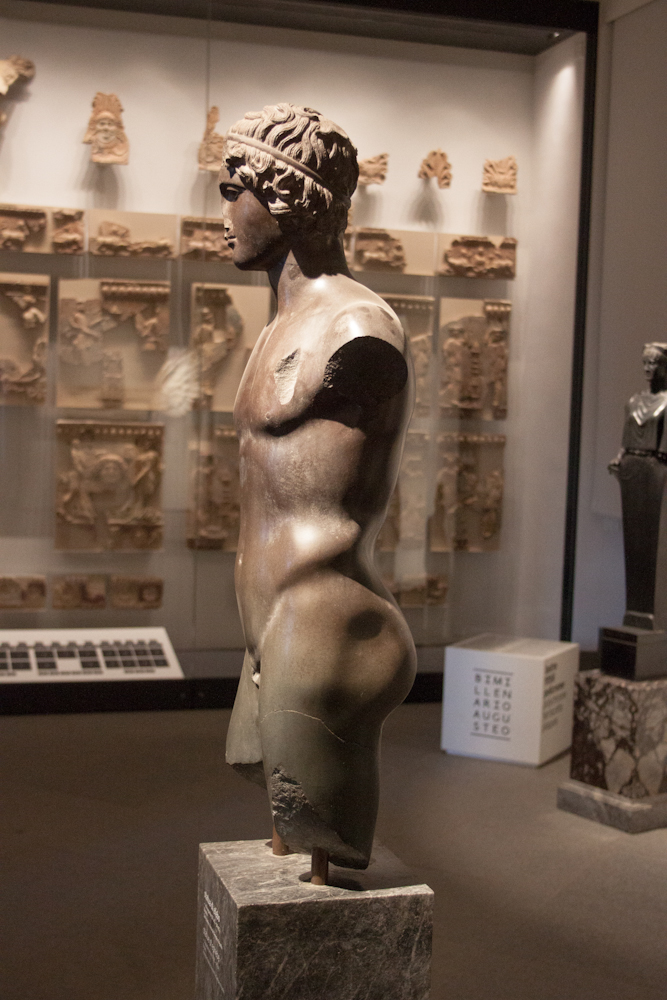